# Entorn de treball (informàtica)
L'entorn de treball o marc de treball és Infraestructura de programari que, en la programació orientada a objectes, facilita la concepció de les aplicacions mitjançant la utilització de biblioteques de classes o generadors de programes. En l'àmbit de l'enginyeria i de la informàtica, encara sovint s'utilitza la paraula anglesa no normalitzada de framework.

## Entorn de treball en el programari
Inclou tots els recursos, la metodologia en la seva disposició i la seva interfuncionalitat que determinin el desenvolupament organitzat d'un projecte de programari. Pot incloure programari de suport, llibreries de codi, llenguatges de programació, i programari extra que ajudi a organitzar, desenvolupar i integrar components diversos d'un altre projecte de programari. L'entorn de treball representa una arquitectura de software que modela les relacions generals de les entitats del domini, i dona una estructura i una metodología de treball, que estén o fa servir les aplicacions del domini.

## Exemples d'entorns de treball
- Akelos Framework — Entorn de desenvolupament d'aplicacions Web basat en el patró Model-Vista-Controlador.
- Apache Cocoon — de l'Apache Software Foundation
- Apache Struts — de l'Apache Software Foundation
- Cocoa — d'Apple Computer
- Eclipse (Això és un `IDE', no un `FrameWork') — d'IBM
- GWT - Creat per Google permet ocultar la complexitat de diversos aspectes de la tecnologia AJAX.
- Grails - Entorn de desenvolupament per aplicacions Web basat en el patró Model-Vista-Controlador, Convenció sobre configuració i Inversió de control.
- KumbiaPHP — Entorn de desenvolupament d'aplicacions web PHP5 utilitzant programació orientada a objectes.
- MARF — un entorn de codi obert escrit en Java per a àudio/parla/veu i processament de llenguatge natural.
- Microsoft .NET — de Microsoft
- PRADO — Un entorn per a desenvolupament d'aplicacions web PHP utilitzant programació orientada a objectes.
- RIFE — Un entorn de codi obert per a desenvolupament d'aplicacions web PHP utilitzant Java.
- Zope — un servidor d'aplicacions basat en Python.